# Torre da Companhia

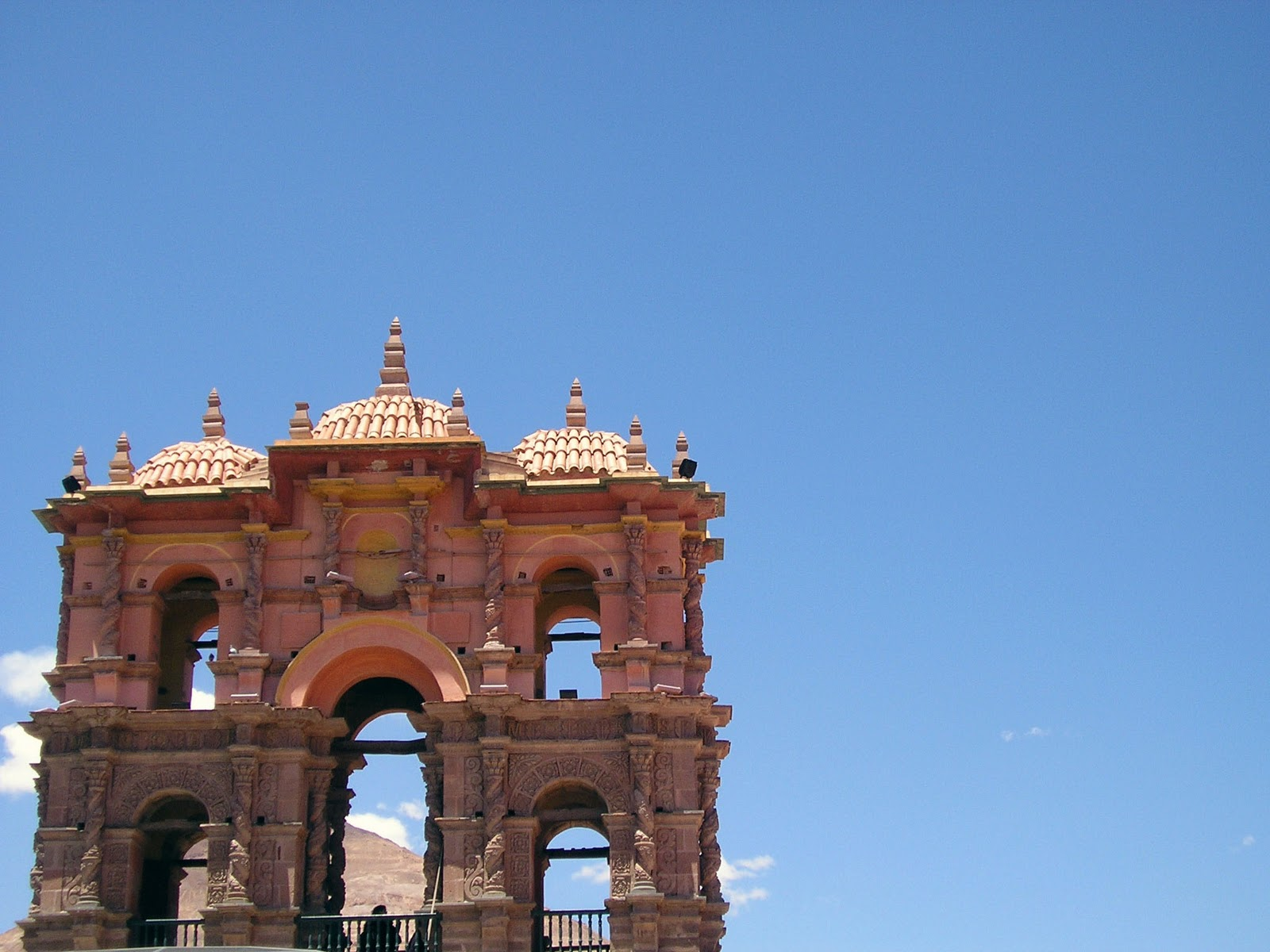

A Torre da Companhia é um convento localizado na cidade de Potosí, na Bolívia, junto ao Cerro Rico e à Casa da Moeda.
É um símbolo de Potosí em seu máximo esplendor. Constitui o principal monumento religioso do século XVIII na Bolívia.
Sua edificação se concebeu como um arco de triunfo com cinco aberturas, 32 colunas e três cúpulas de media laranja. É uma ostensiva expressão da época no que se refere à religião católica.